# 日本喜劇人協会
一般社団法人日本喜劇人協会（にほんきげきじんきょうかい）は、日本の喜劇人が所属する法人である。元文部科学省所管。

## 略歴・概要
1954年（昭和29年）1月に母体となる任意団体「東京喜劇人協会」が結成され、初代会長に榎本健一（エノケン）が就任した。翌1955年3月には「東京喜劇まつり」を主催し、第1回公演『銀座三代』を日本劇場で上演した。
同協会は1962年2月17日に「社団法人喜劇人協会」として設立された。管轄省庁は文化庁である。同年4月には「関西喜劇人協会」（1957年設立、伴淳三郎会長。※伴は山形県出身の浅草芸人）と統合し、現在の名称に変更した。
本法人は「喜劇に関する調査研究を行ない、その理論および技術の進歩を図るとともに、会員相互の連絡研修を行い、もって芸術文化の発展に寄与すること」を目的とし、同目的を達成するための事業として、
1. 喜劇に関する調査研究およびその成果の発表
2. 俳優の技芸および教養向上のための研修
3. 喜劇に関する研修発表会、鑑賞会等の開催
4. 喜劇に関する内外資料および文献の収集保存
5. 俳優の顕彰および福利厚生
6. 機関紙の刊行
7. その他前記の目的を達成するために必要になる事業

を挙げている。
1982年（昭和57年）、逝ける浅草の喜劇人を偲び、東京浅草の浅草寺境内に「喜劇人の碑」を建立した。
2004年（平成16年）3月26日、設立50周年を記念して「喜劇人大賞」を設けることを発表、同3月30日に第1回授賞式を行った。第1回大賞受賞者は三谷幸喜であった。
2007年（平成19年）4月、橋達也が第9代会長に就任した。
2011年（平成23年）6月、小松政夫が第10代会長に就任した。
2013年（平成25年）4月4日～4月5日、日本喜劇人まつり2013を東京・日本橋の三越劇場にて上演。
2014年（平成26年）2月14日～2月16日、日本喜劇人まつり2014を東京・日本橋の三越劇場にて開催。ヒロインはゲストの野呂佳代（元AKB48・SDN48）。
2014年（平成26年）9月8日～9月10日、第3回日本喜劇人まつり開催「コメディーアワー 必笑祈願 笑う門には福来る!!」を東京・日本橋の三越劇場にて開催。ゲストは熊谷真実、黒田アーサー。
2015年（平成27年）3月27日〜3月29日、第4回日本喜劇人まつり「天国のシャボン玉ホリデー」を東京・日本橋の三越劇場にて開催。
2016年（平成28年）3月4日～3月6日、日本喜劇人協会vs道頓堀人情歌劇 公演「春の祭典」を東京・日本橋の三越劇場にて開催。ゲストは渡辺裕之、黒田アーサー。
2020年に第10代会長の小松政夫が死去して以降、協会の活動は休止状態になっていたが、2024年10月に山田邦子が第11代会長に就任。11月28日に銀座博品館劇場で一般社団法人日本喜劇人協会新会長 山田邦子就任記念公演「シン・おんな剣劇 仇討ち道中」を昼夜2公演開催した。

## 役員一覧
- 所在地：東京都港区赤坂2-10-14
- 会長：山田邦子 [5][6]
- 副会長：石倉三郎
- 相談役：：大村崑、伊東四朗、美輪明宏
- 後見人：尾上菊五郎

## 歴代会長
1. 榎本健一 - 副会長：柳家金語楼、古川ロッパ
2. 柳家金語楼
3. 森繁久彌
4. 曾我廼家明蝶
5. 三木のり平
6. 森光子
7. 由利徹
8. 大村崑 - 会長代行：谷幹一
9. 橋達也
10. 小松政夫
11. 山田邦子[5][6]

## 喜劇人大賞
- 第1回（2004年）
  - 大賞：三谷幸喜
  - 特別功労賞：いかりや長介
  - 特別賞：佐藤B作、三宅裕司、ラサール石井
  - 名誉功労賞：森繁久彌、森光子
- 第?回（2012年）
  - 大賞：西田敏行
  - 特別賞：爆笑問題、室井滋
  - 名誉功労賞：大村崑、橋達也